# Paciente virtual
Pacientes virtuais são softwares que representam o corpo humano para fins de estudos médicos. Dentro suas principais utilidades está a substituição do uso de animais em teste laboratoriais.